# Clarence DeMar
Clarence Harrison DeMar (ur. 7 czerwca 1888 w Madeira, w stanie Ohio, zm. 11 czerwca 1958 w Reading, w Massachusetts) – amerykański  lekkoatleta (długodystansowiec), medalista olimpijski z 1924.
Startował w biegach maratońskich. Jest najbardziej znany jako siedmiokrotny zwycięzca Maratonu Bostońskiego. Po raz pierwszy wystartował w nim w 1910 i ukończył bieg na 2. miejscu. W 1911 zwyciężył ustanawiając rekord trasy. Później przez kilka lat nie startował ze względu na zalecenia lekarza, który obawiał się o jego serce. Po powrocie do aktywnego biegania zwyciężył w Maratonie Bostońskim w 1922, 1923, 1924, 1927, 1928 i 1930.
Na igrzyskach olimpijskich w 1912 w Sztokholmie zajął 12. miejsce w maratonie. Kolejny występ olimpijski był bardziej udany. Zdobył brązowy medal na igrzyskach olimpijskich w 1924 w Paryżu za Finem Albinem Stenroosem i Romeo Bertinim z Włoch. Wystąpił również w maratonie na igrzyskach olimpijskich w 1928 w Amsterdamie, gdzie zajął 27. miejsce.

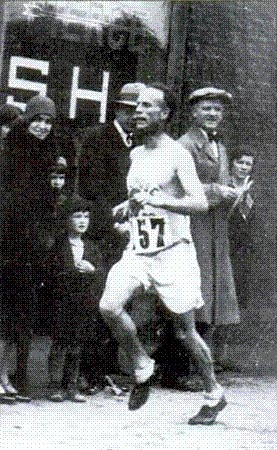
Clarence DeMar w 1930

Ukończył studia na  University of Vermont, a następnie na Boston University. Pracował najpierw jako drukarz, a po ukończeniu studiów był nauczycielem tego zawodu.
Mieszkał przez wiele lat w Keene w New Hampshire, gdzie co roku rozgrywane są maraton i półmaraton jego imienia.